# Giovanni di Gesù e Maria
Giovanni di Gesù e Maria, in spagnolo: Juan de Jesús y María, al secolo Juan Otazua y Madariaga (Errigoiti, 8 febbraio 1895 – Mancha Real, 3 aprile 1937), è stato un presbitero spagnolo dell'Ordine della Santissima Trinità. Venne fucilato dai repubblicani, in odium fidei, durante la guerra civile spagnola e venne beatificato come martire da papa Benedetto XVI nel 2007.

## Biografia
Juan Otazua y Madariaga nasce l'8 febbraio 1895 a Errigoiti (Biscaglia-Spagna). Il 30 settembre 1913 intraprende il noviziato presso il Santuario della Bien Aparecida (Cantabria), pronunciando i voti semplici l'11 ottobre 1914. Studia filosofia e teologia nei conventi trinitari della Bien Aparecida, Cordova e La Rambla. Il 17 maggio 1918 emette la sua professione solenne a Cordova. Il 23 ottobre 1921 fu ordinato sacerdote a Madrid. Fu conventuale della comunità di Madrid per diversi anni, si occupò specialmente di tutto quanto relativo al culto della chiesa di Sant'Ignazio de Loyola dei vaschi. Fu musicista, esperto in violoncello. In seguito all'incendio della chiesa, causato dagli anticlericali il 13 marzo 1936, la comunità trinitaria di Madrid abbandona il convento e si rifugia nelle case di alcuni benefattori dell'Ordine. Giovanni viene quindi inviato dal provinciale al Santuario della Vergine della Cabeza.
Quando il 28 luglio 1936 la comunità trinitaria viene espulsa dal Santuario, Giovanni trova accoglienza in casa del duca de la Quinteria ad Andújar. In seguito viene comunque arrestato e imprigionato nel carcere locale. Nonostante fosse stato condannato a vent'anni di prigione da un tribunale popolare, nella notte del 2 aprile 1937 viene prelevato dalla prigione, condotto nelle vicinanze del cimitero di Mancha Real (Jaén) e fucilato all'alba del 3 aprile.

## Culto
Giovanni di Gesù e Maria fu beatificato il 28 ottobre 2007, a Roma, su mandato di papa Benedetto XVI, in una cerimonia presieduta dal cardinale José Saraiva Martins, prefetto della Congregazione per le Cause dei Santi. Insieme a lui furono beatificati 498 martiri spagnoli, uccisi "in odium fidei" durante la guerra civile.
La Chiesa cattolica ha concesso la loro memoria liturgica il giorno 6 novembre.